# Otto Schuldt

Otto Schuldt

Otto Carl Cäsar Schuldt (* 30. Januar 1877 in Altona; † 13. Februar 1948 in Berlin-Treptow) war ein deutscher Politiker (DDP).

## Leben und Wirken
Nach dem Besuch der Bürgerschule in Altona erlernte Schuldt das Kunst- und Möbeltischlerhandwerk. Später trat er als Gehilfe im mittleren Dienst in den Dienst der Preußischen Staatseisenbahnen: Er wurde nacheinander zum Unterassistenten, Eisenbahnassistenten, Gütervorsteher, Eisenbahnobersekretär, Eisenbahninspektor und Reichsbahnoberinspektor befördert. Als Berufsstandsfunktionär betätigte Schuldt sich im Beamtengenossenschaftswesen als Vorstandsmitglied des größten Eisenbahnbauvereins in Wilhelmsburg. Später wurde er auch Vorsitzender des Beamtenverbandes in Wilhelmsburg.
Am 1. Juli 1919 wurde Schuldt erster Vorsitzender des Gewerkschaftsbundes Deutscher Eisenbahnbeamter. Knapp ein Jahr später, am 11. Juni 1920, wurde er zum ersten Vorsitzenden der Reichsgewerkschaft deutscher Eisenbahnbeamten und -anwärter. Später wurde er zudem Vorstandsmitglied des Reichsbundes deutscher Eisenbahnvorsteher und Sekretäre.
Von Juni 1920 bis Mai 1924 und von Dezember 1924 bis September 1930 saß Schuldt als Abgeordneter der Deutschen Demokratischen Partei (DDP) im Reichstag. Im Parlament tat er sich vor allem als Sprecher seiner Partei in Beamtenangelegenheiten hervor. Zuvor war Schuldt bis zum 30. Juni 1919 Mitglied des Gemeinderates von Wilhelmsburg und Kreistagsdeputierter des Landkreises Harburg.
Schuldt war ferner Mitglied des Verwaltungsrates der Deutschen Reichspost und Schriftleiter der Zeitschrift Gemeinschaft (Ortsausgabe Hamburg), der Wochenschrift des Eisenbahnassistentenverbandes (Eisenbahnbundesblatt) sowie verschiedener Beamtenfachzeitschriften.

## Schriften
- Prüfungsbuch zum Reichsbahn-Weichenwärter und Stellwerksmeister, Berlin s. l. [1939].